# Silje Waade
Silje Katrine Waade (ur. 20 marca 1994 w Stjørdal) – norweska piłkarka ręczna, reprezentantka kraju, grająca na pozycji prawej rozgrywającej. Obecnie występuje w norweskim Vipers Kristiansand.
W drużynie narodowej zadebiutowała 6 października 2016 roku w towarzyskim meczu przeciwko reprezentacji Francji.

## Sukcesy reprezentacyjne

### Juniorskie
- Mistrzostwa Świata U20:
  -  2012

### Seniorskie
- Mistrzostwa Europy:
  -  2016, 2020

## Sukcesy klubowe
- Mistrzostwa Norwegii:
  -  2019
- Puchar Norwegii:
  -  2018
- Liga Mistrzyń:
  -  2019